# Флокирование

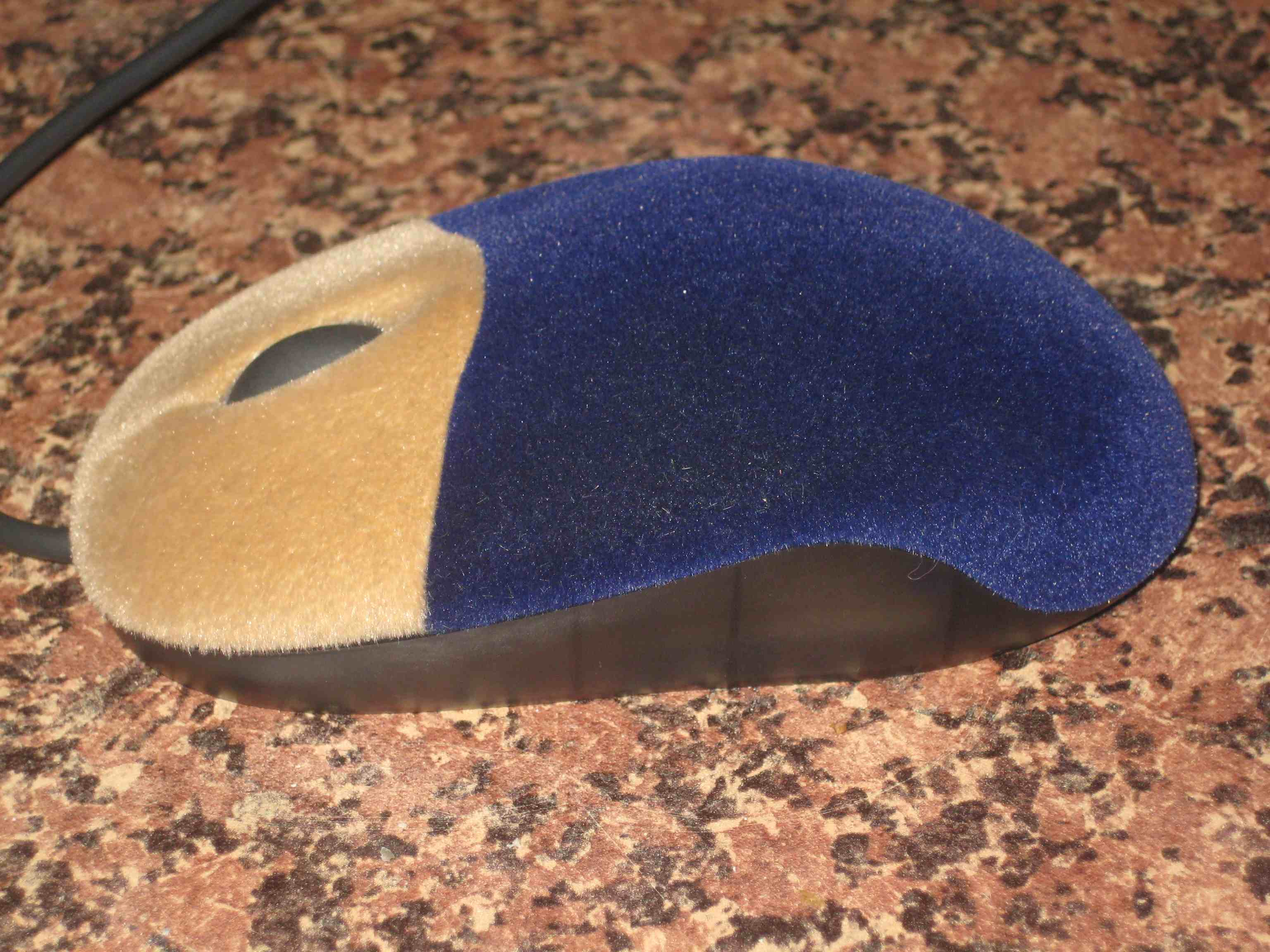
Флокированная мышь ПК

Флокирование (англ. flocking) — технологическая операция, заключающаяся в нанесении на какую-либо поверхность волокон химически обработанного текстиля («флока»). Выполняется с целью создания на поверхности текстильного покрытия. Волокна приклеиваются клеем перпендикулярно к украшаемой поверхности благодаря действию электростатического поля.

Флок (англ. flock — клочок, пучок, шерстяные очески, хлопчатобумажные очески) — мелко-порубленные или нарезанные текстильные активированные волокна (мононити). Флок получают из сырья различного происхождения (шерсть, хлопок, полиамид, вискоза, акрил и т. д.). Волокна различаются по длине, цветам, толщине.

## Процесс
Текстиль нарезается или рубится на волокна нужной длины (получается так называемый «флок»). При необходимости волокна окрашиваются.
На поверхность произвольной формы наносится клей.
Существует несколько методов нанесения флока. В настоящее время флок наносится под воздействием электростатического поля. Электростатическое поле создаётся с помощью устройства, называемого флокатором.
При электростатическом флокировании волокна (сразу после крашения) подвергаются химической активации. Химическая активация заключается в обработке волокон специальными электролитами. Активация необходима, так как только активированные волокна флока в электростатическом поле флокатора ориентируются перпендикулярно украшаемой поверхности («ёжиком»).

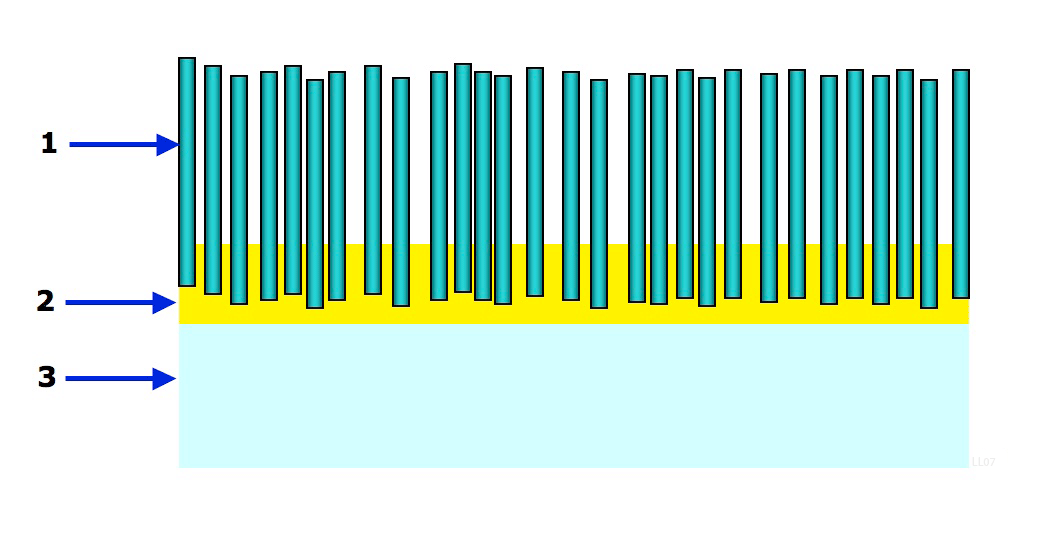
- Флок (текстильные волокна).
- Клей.
- Украшаемая поверхность.

## История
Флокирование берёт своё начало ещё в античные времена.
В древнем Китае было развито ремесло, напоминающее флокирование. В качестве клея китайцы использовали смолу. Смолу наносили на украшаемые предметы. Поверх смолы наносили цветные волокна. Волокна могли формировать различные узоры.
Стремление украсить свою одежду и увеличить стоимость предметов повседневного пользования стало основной причиной возникновения флокирования.
Флокирование в современном виде возникло в 1950 годах в Америке. Вместо выбрасывания отходов от текстильного производства их стали использовать для электрофлокирования.

## Применение
Флокирование применяется:
- для украшения салона автомобиля: покрытия межстекольных стоек, резиновых уплотнителей стекла, поцарапанных, поломанных элементов, повреждённых потолков, дверных и других элементов салона;

- для украшения текстиля;

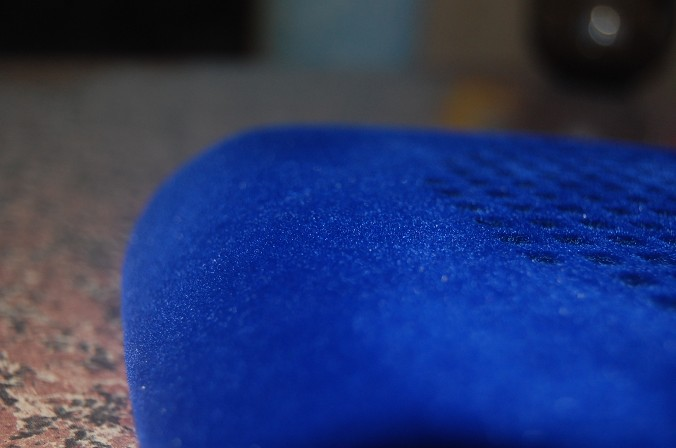
Флокированный элемент салона автомобиля

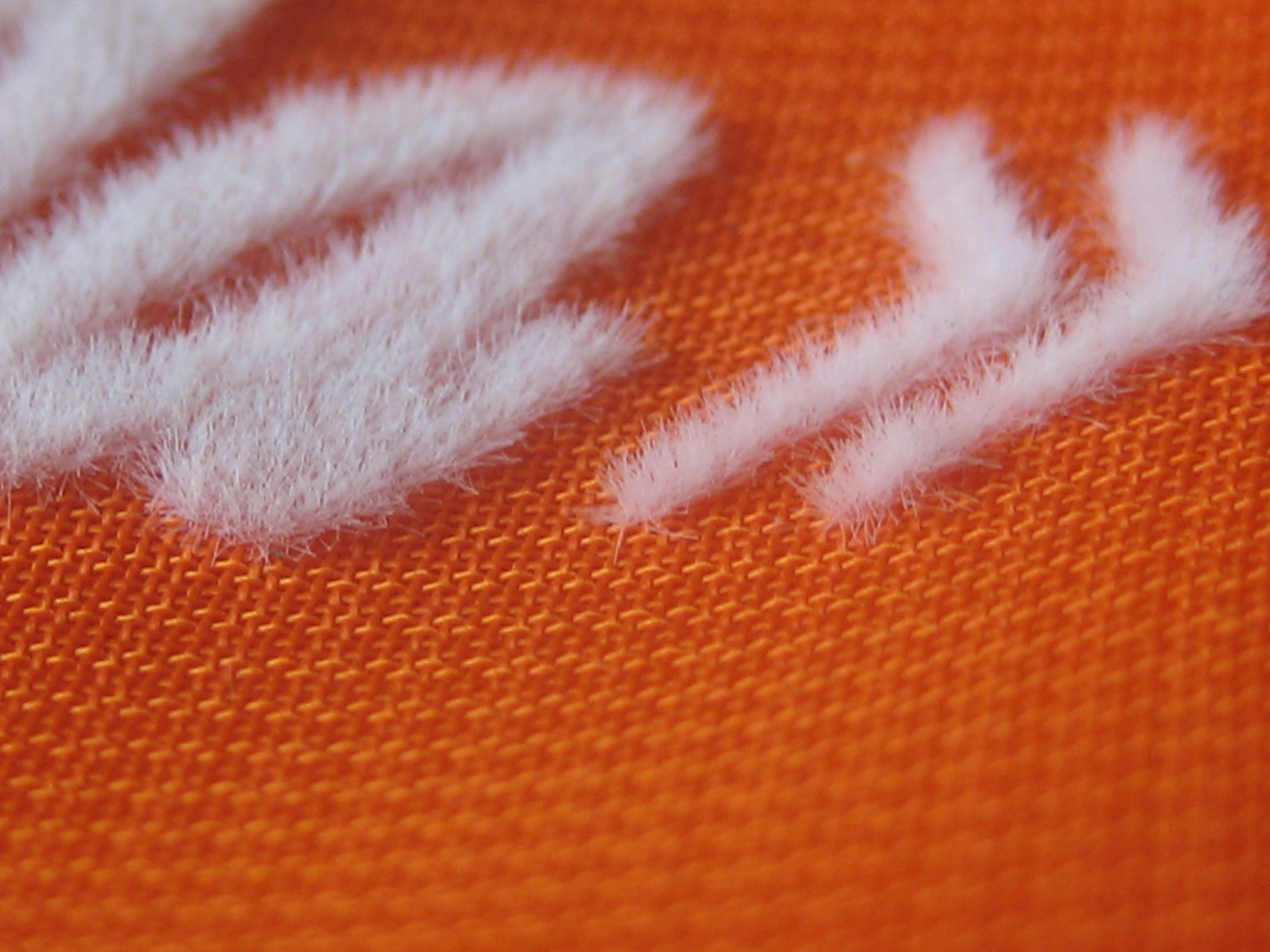
Флокированный текстиль

- для украшения полиграфической продукции;
- для украшения сувенирной продукции и упаковки;
- и др.

## Типы и виды
Существует два типа флока:
- флок некалиброванный или флок «под замшу» — молотый флок, состоящий из волокон разной длины;
- флок калиброванный — резаный флок, состоящий из нитей одинаковых длин. Резание выполняется с высокой точностью. Стандартные длины лежат в диапазоне от 0,2 мм до 5 мм.

В России ассортимент флока представлен полиамидами и вискозой длинами 0,5, 1 и 2 мм.
Полиамиды — синтетические материалы, отличающающиеся устойчивостью к механическим воздействиям. Волокна полиамидов всегда устанавливаются перпендикулярно украшаемой поверхности.
Вискоза же — более нежный, менее устойчивый к физизическим нагрузкам материал.
Следуя природе и размеру используемых текстильных нитей, возможно получение следующих видов флокирования:
- замшевый;
- бархатный;
- войлочный.

Флоком могут покрываться объекты, имеющие любую форму и состоящие из любого материала.
Флокирование бывает сплошным и выборочным. При сплошном флокировании клеем покрывается вся поверхность украшаемого объекта. При выборочном (или частичном) флокировании клеем покрывается только часть (или части) поверхности объекта; для этого используются трафаретные методы.
Флокирующее оборудование генерирует (вырабатывает) высоковольтное отрицательное электростатическое поле, необходимое для флокирования активированными волокнами флока. Флокаторы бывают ручными («EASY SET») и стационарными («FS MAX»). Также существуют специфические линии по нанесению флока, например, линия для изготовления флокированных обоев. На таких линиях другую продукцию изготовить невозможно.
Преимущества ручных флокаторов:
- возможность флокирования поверхностей различных форм (от плоской до объёмной);
- возможность выборочного (частичного) флокирования.